# ジョン・ワインツワイグ
ジョン・ワインツワイグ（John Weinzweig、1913年3月11日 - 2006年8月24日）は、カナダのクラシック音楽の作曲家。
ハーボード高等音楽学校に学び、トロント大学に進学。アメリカ合衆国ではバーナード・ロジャーズに師事。第二次世界大戦中に映画音楽の作曲に着手。1952年に母校トロント大学の教授に迎えられ、それ以前からカナダ作曲家同盟の共同設立者に名を連ねる。
1948年、ロンドンオリンピック芸術競技で『フルートと弦楽のためのディヴェルティメント』が銀メダルを獲得した。
1974年、カナダ政府よりカナダ勲章のオフィサーを授与された。